# بو كيب
Bo-Kaap («فوق كيب» في اللغة الأفريكانية) هو الحي الرئيسي الماليزي في مدينة كيب تاون، جنوب أفريقيا.
اسم بو كيب  يشير إلى موقعها على سفح جبل من سيجنال هيل.

## الموقع
حي بو كيب  يقع داخل منطقة شوتشي كلوف  في السيتي بول أي المركز التاريخي لمدينة كيب تاون

## السكان

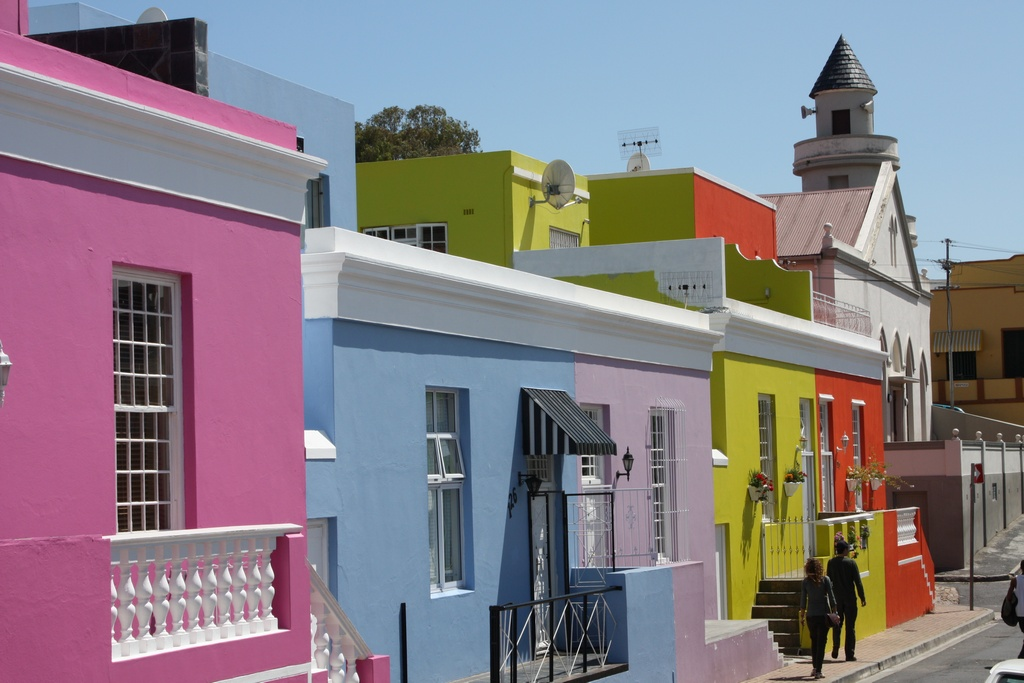
شارع في حي بو كيب في آخر الصورة مسجد من بين المساجد التي بنيت في بدايات القرن الثامن عشر

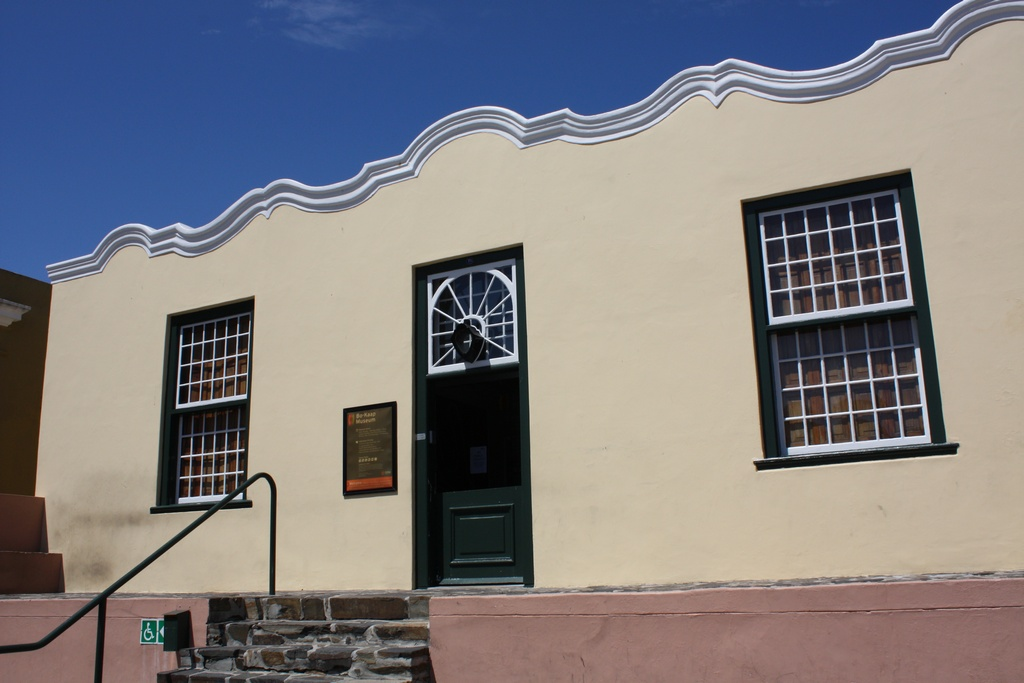
متحف بو كيب

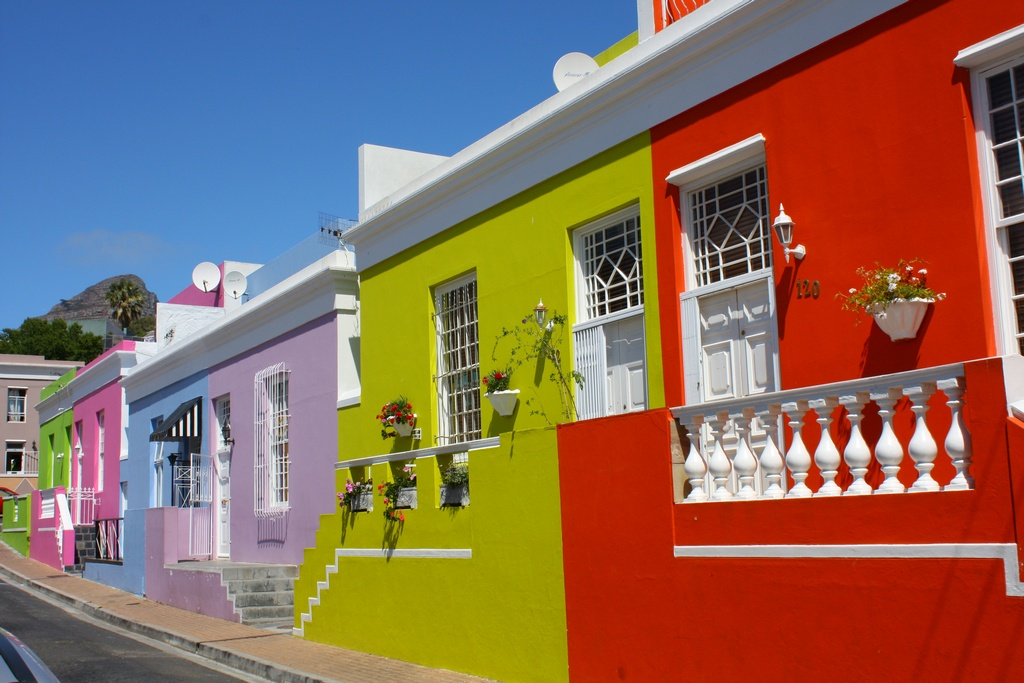
البيوت الملونة في بو كيب - تجلب السياح كل من يحل مدينة كيب تاون زائرا

يسكن حي بو كيب نسبة كبيرة  من السكان ذوي الاصول الماليزية  (المعتنقين الدين الإسلامي) هم أحفاد العبيد المستقدمين من  ماليزيا، الهند واندونيسيا الذين تم ترحيلهم من قبل شركة الهند الشرقية الهولندية بين القرن التاسع عشر من أجل إستغلالهم كيد عاملة في مستعمرة كيب.
يشهد الحي منذ 2010 عملية تجديد  و ترميم في المباني التاريخية التي يعود بعضها للقرن الثامن عشر .

## التاريخ
أثناء إنشاء مستعمرة كيب في القرن 17 ، و للتخفيف من نقص القوى العاملة المحلية في منطقة كيب تاون ولتجنب الصراعات مع السكان المحليين، ذات الطابع الرعوي، قامت شركة الهند الشرقية الهولندية بجلب مئات العبيد من أجزاء أخرى من أفريقيا ولكن أيضا من آسيا على وجه الخصوص سيلان، ماليزيا ، إندونيسيا و الهند. و بعد إلغاء قانون الرق في عام 1834 ، فضل الماليزيين وباقي العبيد المحررين في كيب تاون، وتجمعو ساكنين على سفح جبل سيجنال هيل ( بو كيب ودي واتر كينت) ، حيث تشكل مجتمع متناسق متكون أساسا من العمال والحرفيين.

## السياحة
الحي يعتبر وجهة سياحية أولى ويصنف من بين أجمل أحياء مدينة كيب بفضل استمرار العديد من الأزقة المرصوفة بالحجارة والبيوت التي صبغت بألوان الباستيل والمساجد التي تذكر هندستها وطريقة بناء المساجد في جنوب شرق آسيا. يوجد بالحي متحف بو كيب دشن في بيت ذي هندسة معمارية على الطريقة الكيب هولندية حيث يعود تاريخ بنائه إلى 1760 و من إحدى خصائص البيت الكيب هولندي الحفاظ على الفورستوب " Voorstoep "،و هو رواق أمام المنزل يطل على الطريق . يعرض داخل المتحف صور خاصة بحياة الماليزيين في كيب الملايو خلال القرن التاسع عشر.

## وصلات خارجية
- متحف بو كيب نسخة محفوظة 10 مارس 2007 على موقع واي باك مشين.